# Luca Witzke
Luca Witzke (Kempen, 3 de abril de 1999) é um jogador de handebol alemão.

## Carreira
Witzke se juntou ao TUSEM Essen no time juvenil A. Na temporada 2017/18, ele jogou no time da segunda divisão do clube. Na temporada 2018/19, ele marcou 98 gols pelo Essen. No verão de 2019, ele se mudou para o SC DHfK Leipzig na Bundesliga.
Witzke jogou 18 partidas internacionais juniores. Com a seleção nacional sub-20, ele ganhou a medalha de bronze no Campeonato Europeu em Celje, Eslovênia, no verão de 2018. Ele perdeu o Campeonato Europeu Sub-21 de 2019 devido a uma lesão no tendão patelar.
Em outubro de 2019, Witzke foi nomeado para uma semana de treino e jogo internacional para a seleção nacional sênior. Lá, ele quebrou o nariz, o que significa que não fez sua primeira aparição internacional. Ele foi o jogador mais jovem do elenco de 28 homens para o Campeonato Europeu em janeiro de 2020.
Em 5 de novembro de 2021, Witzke fez sua estreia pela seleção principal em um amistoso contra Portugal em Luxemburgo. No Campeonato Europeu de 2022, ele jogou duas partidas antes de um teste positivo para COVID-19 encerrar seu torneio. Na Copa do Mundo de 2023, ele alcançou o 5º lugar com a seleção alemã, e Witzke marcou 20 gols. Nos Jogos Olímpicos de Verão de 2024, em Paris, conquistou a medalha de prata no torneio masculino do handebol, após confronto na final contra a equipe dinamarquesa.